# Tümlauer-Koog
Tümlauer-Koog (Tømlaus Kog en danois, Tümlauer Kuuch en frison septentrional) est une commune d'Allemagne, située dans le land du Schleswig-Holstein et l'arrondissement de Frise-du-Nord. Le terme de koog désigne un polder en allemand.

## Géographie
Tümlauer-Koog se situe à l'ouest de la presqu'île d'Eiderstedt, entre la baie "Tümlauer Bucht" et la commune de Sankt Peter-Ording.

## Histoire
Les digues de protection du polder de Tümlauer-Koog furent achevées en 1935. Le polder fut inauguré en octobre de la même année par le maréchal Göring et il s'appela "Hermann Göring Koog" jusqu'en 1945. À l'origine, il était, comme le polder "Adolf Hitler Koog" (aujourd'hui Dieksanderkoog) inauguré la même année, un polder modèle créé dans le cadre de l'idéologie nazie Blut und Boden ("le sang et le sol"). Une surface agricole de 585 hectares avait été gagnée et 32 lotissements furent créés. Les premiers habitants du polder furent triés sur le volet suivant des critères raciaux très stricts et le polder servit d'exemple de colonisation pacifique à la propagande nazie. Mais, une fois la Seconde Guerre mondiale enclenchée, les nouveaux polders modèles perdirent vite de leur intérêt car de nouveaux espaces vitaux pouvaient être conquis plus rapidement à l'est par la force. Après la guerre, la majorité des premiers occupants du Tümlauer-Koog quitta le polder.